# Rei Hino
Rei Hino (火野 レイ Hino Rei?, or Raye Hino în versiunea în engleză a Sailor Moon), alias Sailor Mars (セーラーマーズ Sērā Māzu?) este unul dintre personajele principale ale seriei anime și manga Sailor Moon. 

## Povestea
Sailor Mars este a doua Senshi descoperită de Sailor Moon, după Sailor Mercury. Istoria lui Rei este în mare parte aceeași în diferitele versiuni ale poveștii. Ea lucrează ca Miko la Templul Hikawa (sau Templul Cherry Hill în dublajul din engleză), și se dovedește că are o prietenie cu două ciori care locuiesc acolo. În manga, se dezvăluie că atunci când era un copil, ea "a spus" că numele lor sunt Phobos și Deimos (la fel ca sateliții lui Marte). În manga ea este portetizată ca fiind calmă, serioasă și fără nici un interes pentru băieți. Însă, în alte adaptări, personalitatea lui Rei este destul de diferită. 
În anime, Rei este înfocată: o voință puternică și practic ambițioasă, dornică să devină într-o zi cântăreață, model și actriță de voce, care prevede că în cele din urmă se va căsători. Ea, de asemenea, este interesată de cultura pop și are un talent muzical, inclusiv cântatul la pian, chitară, canto. Totodată, compune toate melodiile pentru festivalul de la școală. 
Ea este, de multe ori, în contradicție cu Usagi, pe care o consideră imatură. Deși aceste argumente sunt de obicei minore, la începutul seriei, Rei încearcă să ia rolul lui Usagi ca un lider Senshi. 
Rei locuiește împreună cu bunicul ei, deoarece mama ei a murit când ea era foarte mică, iar tatăl ei este un politician faimos, căruia îi pasă mai mult de slujba lui decât de ea (deși în seria live-action încearcă să se implice în viața ei) și care o vizitează doar de ziua ei de naștere. Ea poartă o anumită cantitate de amărăciune față de el, mai ales în seria live-action, în care bunicul ei nu apare. Rei este prezentată ca fiind cea mai bună prietenă a lui Usagi, în ciuda deselor conflicte dintre ele. În prima serie, ea este ultima ucisă de către DD Girls. Ea își folosește ultimele puteri pentru a o salva pe Sailor Moon. Mai târziu în serie, loialitatea ei față de Usagi devine mai puternică și afecțiunea înlocuiește mai târziu resentimentele. Deși Rei devine mai calmă când seria progresează, ea rămâne oarecum o adolescentă tipică, decât omologul său din manga. Rei merge la o școală diferită față de celelalte fete, și anume T * A (referindu-se eventual la Toma de Aquino), o școală privată de fete, o instituție catolică condusă de călugărițe. Alte personaje comentează frecvent despre frumusețea și eleganța lui Rei. De la prima sa apariție, aceste trăsături au făcut-o pe Luna să suspecteze că ea ar putea fi Prințesa pe care o caută. 
Cu toate acestea, ciudatele sale abilități psihice, i-au determinat pe unii să se teamă de ea, iar natura sa îndepărtată o face nereceptivă în a avea prieteni. Din cauza lipsei de bărbați respectabili în viața ei, în manga și live-action, Rei adăpostește o opinie scăzută în general a tuturor oameniilor. Ea îi consideră slabi emoțional, nedemni de încredere și nu pare cu adevărat interesată de dragoste. În seria live-action, nimic de genul ăsta nu este prezentat vreodată ca Rei să fie în esență interesată de bărbați. Cu toate acestea, în anime ea "s-a întâlnit" cu Mamoru Chiba, în primul sezon, (deși el crede că sunt doar prieteni) și ocazional, ea pare deschisă la relația cu Yuichiro, elevul bunicului ei. Într-un episod la un pas de moarte, ea afirmă că își dorește să-l fi sărutat pe Yuichiro înainte de a pleca. Mai târziu în manga, membrii Dead Moon Circus o hărțuiesc pe Rei cu reflecție a sinelui tânăr, bătându-și joc de prietenii ei și de visul de a deveni o preoteasă. Reflecția îi spune că singura cale în a fi mai fericită este să își încerce norocul cu mulți băieți până când ajunge să se căsătorească cu cineva bogat. Rei este capabilă să învingă această iluzie, și în procesul de a câștiga Sailor Crystal, împreună cu amintirea în care demult cu mult timp în urmă, ea a făcut un jurământ de castitate cu Prințesa Serenity. După această realizare, nu s-a mai demonstrat din nou să aibă îndoieli cu privire la lipsa de interes în dragoste. Acest lucru nu este menționat în alte serii, cu toate că, într-un episod echivalent anime, ea exprimă intenția de a fi singură pentru totdeauna.
Visul lui Rei de o viață este să devină preoteasă la Templul Hikawa, și o mare parte din viața ei este influențată de spiritualitate, în special cum se arată în manga. Meditația este punctul ei forte, iar hobby-ul ei este ghicitul. Eleganța caracterului ei este subliniată în contrast cu subiectul ei preferat, iar scrierile antice și societatea modernă este subiectul la care nu se descurcă. Ea, de asemenea, face parte din clubul de tir cu arcul de la școală, care prevede mai târziu în context cea mai puternică armă a sa; Mars Arrow. Rei, de asemenea, este calificată în artele marțiale și este un schior talentat în anime. În ceea ce privește gustul la mâncare, alimentele preferate ale lui Rei sunt fugu, un tip de pește care este extrem de toxic și este considerat o delicatesă în Japonia, și mâncarea thailandeză. Alte lucruri preferate sunt culorile roșu și negru, florile albe casablanca, piatra prețioasă preferată este rubiul, șopârlele mici, panda. Lucrurile care îi displac sunt conservele de sparanghel, oamenii în general și televiziunea. Datele din manga arată că lui Rei îi place anime-ul Devilman, care în manga din engleză se schimbă la Buffy the Vampire Slayer.
Așa cum Rei este înfocată în anime decât în manga, ea se schimbă din nou. Deși se arată că pălmuirile lui Usagi sunt eliminate, remărcile despre copilăria ei și lipsa de fiabilitate sunt mult mai frecvente și, de multe ori, dure, părând că nu există nicio loialitate la început. Deși argumentele lui Rei și Usagi sunt constante în seria anime, se arată că acestea sunt prietene extrem de apropiate. Când Sailor Jupiter este introdusă, ea întreabă dacă cele două sunt surori, pentru că ea poate spune că sunt apropiate.

## Despre ea
- Nume: Hino Rei
- Data nașterii: Aprilie 17
- Grupa sanguină: AB
- Culoarea favorită: roșu și negru
- Mancarea favorită: fugu
- Subiectul favorit: scrierile antice
- Are probleme cu: televiziunea
- Punct forte: meditația
- Vis: să devină o preoteasă
- Piatra prețioasă favorită: rubin
- Sportul favorit: Tirul cu arcul

Dușmani: Nephrite, Kunzite, Zoicite, Jadeite, Regina Beryl,Regina Metaria, Prințul Demando, Prințul Saphire, Wiseman, Emerald, Rubeus, Cooan, Beruche, Calaveras, Petz, Eudial, Mimet, Tellu, Viluy, Cyphrine, Kaolinite, Profesorul Tomoe, Mistress 9, Pharaoh 90, Hawkseye, Tigerseye, Fisheye,Regina Nehelenia, Zirconia, JunJun, VesVes, CereCere, PallaPalla, Chaos, Sailor Galaxia, Sailor Iron Mouse, Sailor Lead Crow, Sailor Aluminium Siren, Sailor Tin Naynko, Ail, Ann.

## Aspect
Rei este o adolescentă cu păr lung, negru și ochi negri/maro închis, dar, în anime, ochii ei par mai mult negri spre violet. Ea declară că ar avea 5'3 "înălțime. În cea mai mare parte, este văzută purtând hainele ei de Altar, dar este, văzută, de asemenea, purtând uniformă școlară sau haine obișnuite.

## Personalitate
În anime, Rei Hino este un sânge fierbinte, o voință puternică și o fată oarecum autoritară, dar bine-înțeleasă. Sailor Marte a avut o altă parte în anime, loialitatea ei față de Sailor Moon a fost extrem de puternică, și determinarea pentru simțul dreptății a fost admirabil. Ea părea să-și arate afecțiunea pentru oamenii dragi în moduri ciudate, cum ar fi faptul că Usagi face glume pe faptul că lui Rei îi place de Yuuichirou. Deși, Rei, uneori își făcea griji pentru Usagi, în mod clar pentru ea ca prietena ei foarte mult, și de multe ori părea să fie mai aproape de ea decât de celelalte Senshi. (În sezonul cinci, ea fost prima persoană care a spus că Mamoru nu a vorbit cu Usagi, și a fost atât de supărată încât a întrebat-o cu voce tare pe Usagi de ce a suferit atât de mult.)
În manga, Rei Hino este un individ serios, care nu se implică cu băieți (datorită tatălui său înstrăinat care este un politician). Ea este descrisă ca fiind femeia japoneză ideală; ea a fost rezervată ca fiind frumoasă și inteligentă. În manga, imaginea lui Rei este mult mai potrivită pentru rolul ei de Miko decât personalitatea ei din anime. Ea și Minako au o legătură puternică, similară, cu cea din seria live-action.
În seria live-action, personalitatea lui Rei este similară cu modul în care a fost portretizată în manga. Rei preferă să acționeze de la distanță și să fie demnă, la începutul serii, și insistă că nu e interesată să fie cu prietenii sau cu alte fete la aderarea activităților lor (mai ales la karaoke, la care ea a spus că nu-i place). Pe măsură ce timpul trecea, Rei s-a mai încălzit și a devenit mai apropiată de colegele sale Senshi. Dintre toate celelalte Senshi, ea a fost cea care s-a îngrijit cel mai puțin despre viața ei din trecut, și de multe ori a susținut același lucru despre Sailor Venus. Ea are, de asemenea, o legătură cu Sailor Venus, similară în anumite aspecte, cu cea pe care o avea cu Sailor Moon în anime.